# 法魯克 (法爾斯省)
法魯克是伊朗的城市，位於該國南部札格羅斯山脈東南部，由法爾斯省負責管轄，距離首府設拉子約60公里，海拔高度1,707米，2006年人口5,227。